# 高达尼
高达尼，是匈牙利绍莫吉州所辖的一个村。总面积19.70平方公里，总人口391，人口密度19.8人/平方公里（2011年1月1日）。